# ルイーズ・ベネディクト・ド・ブルボン
ルイーズ・ベネディクト・ド・ブルボン（Louise Bénédicte de Bourbon, 1676年11月8日 - 1753年1月23日）は、ブルボン朝のフランス王家の一員。ルイ14世の義理の娘にあたる。宮廷ではアンギャン令嬢（Mademoiselle d'Enghien）、シャロレー令嬢（Mademoiselle de Charolais）などとも呼ばれたが、結婚後のメーヌ公爵夫人（Duchesse du Maine）、メーヌ夫人（Madame du Maine）の呼び名で知られている。

## 生涯

### 幼少期
コンデ公アンリ3世ジュールとその妻アンヌ・ド・バヴィエールの間の第8子として、パリのオテル・ド・コンデ（現在のオデオン座劇場）に生まれた。洗礼名のベネディクトは母方の叔母であるブラウンシュヴァイク＝カレンベルク公爵夫人ベネディクト・アンリエットに因む。精神錯乱状態の父が母に暴力を振るうなど、あまり幸福とは言えない環境で育った。当初、宮廷では「アンギャン令嬢」と呼ばれたが、父が1685年にシャロレー伯に叙せられたことを機に「シャロレー令嬢」と呼ばれることになった。
ルイーズ・ベネディクトは才気煥発で、非常に短気な性格だった。彼女は長姉のコンティ公フランソワ・ルイ妃マリー＝テレーズと同じく大変に小柄で、しかも右腕が不自由だったが、見た目には非常に気を使っており、コンデ公家の娘たちの中では魅力的だと言われていた。しかし母の従妹にあたるオルレアン公フィリップ1世夫人エリザベート・シャルロットは、ルイーズ・ベネディクトを「ちびのヒキガエル」と呼んでけなしており、以下のように描写している。

メーヌ夫人は10歳の子供より背が低く、無様な体格をしている。彼女を我慢してみていられるのは、口を閉じている時だけだ。いったん口を開けば、その大きく開いた口腔から並びの悪い歯が見えてしまう。彼女はずんぐりしているわけではなく、白粉も丹念に塗り、美しい目、白い肌、明るい髪の持ち主である。これで性格が良ければまだ付き合えるが、性悪なので我慢がならない。

ルイーズ・ベネディクトにはごく幼い頃、ルイ14世とルイーズ・ド・ラ・ヴァリエールの間の息子ヴェルマンドワ伯ルイとの縁談があったが、ヴェルマンドワ伯は1682年に同性愛スキャンダルにより宮中を追われ、翌1683年に早世した。その後、彼女にはルイ14世とモンテスパン公爵夫人の長男メーヌ公ルイ・オーギュストとの縁談が持ち込まれた。既に1685年、ルイーズ・ベネディクトの兄のコンデ公ルイ3世とメーヌ公の同腹の妹ルイーズ・フランソワーズ（ナント令嬢）が結婚しており、これはブルボン王家とコンデ公家を結びつける二重結婚となるはずであった。

### メーヌ公爵夫人

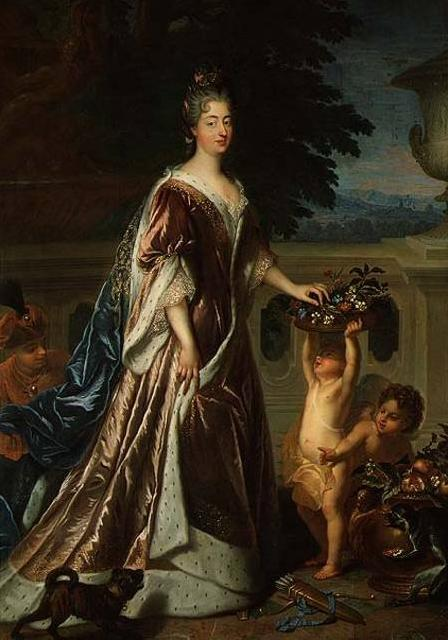
メーヌ公爵夫人、フランソワ・ド・トロワ画

ルイーズ・ベネディクトとメーヌ公との婚礼は1692年5月19日にヴェルサイユ宮殿付属礼拝堂で執り行われた。メーヌ公は脚が不自由だったため、右腕の不自由な花嫁と脚の悪い花婿を見た宮廷人たちの一部は、「片腕の妻とびっこの夫とは、なんと美しいカップルだろう」という残酷な冗談をささやいた。
夫妻の結婚生活は不幸だった。夫妻は互いを嫌い、ルイーズ・ベネディクトは夫の小心さと野心の無さを軽蔑し、メーヌ公は妻の短気な性格や宮廷で夫に恥をかかせようとする企みに辟易していた。メーヌ公爵夫人が夫を裏切って不倫していることは宮中ではよく知れ渡っていた。公爵夫人はある時夫に対して怒りを爆発させ、以下のようになじったと言われる。

自分をよく見なさいよ！びっこの私生児の分際で私を従わせるつもり？私は生まれに少しもやましいところの無い王家の純血の姫君です。その皆に笑われてる杖を使わずに歩いてみたらどう？貴方の体は杖に支えられていますけど、貴方の身分を支えてる杖はこの私ですよ！こんなびっこに歩幅を合わせなければならないなんて！

公爵夫人はルイ14世の公妾であるマントノン侯爵夫人の支配する陰鬱なヴェルサイユ宮廷を嫌い、ソー城に自分を女主人とする小宮廷を開いた。この城はジャン＝バティスト・コルベールの屋敷だったが、メーヌ公が1700年に90万リーブルで相続人から買い取り、公爵夫人はこの城の改築・改装に総計80万リーブルの巨費を費やし、同年12月にソー城へ移り住んだ。
メーヌ公爵夫人は自分の宮廷では「女王蜂（La Reine des Abeilles）」と呼ばれるようになり、自らもこの呼び名を気に入って、1703年には自尊心を満足させるために自らを総長とする「蜜蜂騎士団」を創設し、39人を騎士に叙任した。蜜蜂騎士たちは銀の刺繍の入ったローブを纏い、蜂の巣穴の形をした鬘を着け、公爵夫人の横顔と「L. BAR. D. SC. D.P.D.L.O.D.L.M.A.M」という銘が刻まれたメダルを帯びていた。この銘の略語の意味は「ルイーズ、ソーの女領主にして蜜蜂騎士団総長」であった。
ソーの小宮廷で、公爵夫人は当代を代表する文芸サロンの女主人として華やいだ。青年時代のヴォルテール、モンテスキュー男爵、ベルニ枢機卿、ケリュ伯爵、シャルル＝ジャン＝フランソワ・エノール、ジャン＝バティスト・ルソーなどが彼女のもとでサークルを形成した。

### 陰謀の首謀者
マントノン夫人は自分の養育したメーヌ公を溺愛しており、ルイ14世もメーヌ公爵にプランス・デュ・サン（Prince du sang）の身分を授けて、彼にフランス王位継承資格を認めた。ルイ14世は、幼い曾孫のルイ15世が即位した時にはメーヌ公を摂政に任命する内容の遺言をしたためていた。しかし1715年にルイ14世が死去すると、パリ高等法院はルイ14世の遺言を無効としてオルレアン公フィリップ2世を幼王の摂政に指名した。
メーヌ公爵夫人は、夫のメーヌ公から摂政の地位を奪い、さらにルイ14世の嫡出追認を受けた庶子を王族ではなく上級貴族（Pairie de France）の地位に落とすことで、メーヌ公の立場にも打撃を与えようとするオルレアン公の策謀に大きな不満を持った。当時、在仏スペイン大使のチェッラマーレ公爵がオルレアン公を摂政から追い落とし、代わりにルイ15世の実の叔父であるスペイン王フェリペ5世を摂政に就けようと企んでいた。メーヌ公爵夫人はいわばクーデタとも言えるこの陰謀に参加し、メーヌ公も引き入れた。
この陰謀はメーヌ公爵夫人の主導で進められていった。陰謀に多くの支持者を集めるべく、彼女はスペインの宰相ジュリオ・アルベローニ枢機卿と連絡を取り始め、リシュリュー公爵やメルキオール・ド・ポリニャック枢機卿をも味方に引き入れた。しかし陰謀は1718年に露見し、メーヌ公夫妻はソー城には居られなくなった。1719年、メーヌ公はデュラン（現在のピカルディー地域圏ソンム県）の要塞に、公爵夫人はディジョンに幽閉された。2人の息子はジアンの城で養育係の世話を受けて暮らし、娘はパリ16区の女子修道院に引き取られた。
翌1720年にメーヌ公夫妻は解放され、元通りにソー城で平和な暮らしを送ることを許された。解放後、公爵夫妻はそれまでの敵意に満ちた夫婦関係を改め、互いに歩み寄るようになった。1736年に夫が亡くなった後も、ルイ15世はメーヌ公爵未亡人と3人の子供たちに対し、ヴェルサイユ宮殿の割り当てられた翼を使うことを許した。公爵未亡人は1753年、パリのオテル・ビロン（現在のパリ・ロダン美術館）で死去した。

## 子女
- 長女（名前不明、1694年） - ドンブ令嬢（Mademoiselle de Dombes）
- ルイ・コンスタンタン（1695年 - 1698年） - ドンブ公
- 次女（名前不明、1697年 - 1699年） - オマール令嬢（Mademoiselle d'Aumale）
- ルイ・オーギュスト（1700年 - 1755年） - ドンブ公
- ルイ・シャルル（1701年 - 1775年） - ウー伯
- シャルル（1704年 - 1708年） - オマール公
- ルイーズ・フランソワーズ（1707年 - 1743年） - メーヌ令嬢（Mademoiselle du Maine）